# Susiya (nederzetting)
Susiya (Hebreeuws: סוּסְיָא) is een religieuze Israëlische nederzetting gesticht op de door Israël bezette Westelijke Jordaanoever, in het zuidelijke deel van het Palestijnse Gouvernement Hebron. Deze nederzetting is in 1983 gesticht op land van Khirbet Susiya, een door Palestijnse bedoeïenen bewoond ruïnecomplex. De bedoeïenenbewoners zijn verdreven naar hun naastgelegen land Rujum al Hamri, en de Israëlische nederzetting heeft de naam Susiya aangenomen. Sindsdien maakt het deel uit van de Israëlische regionale raad Har Hebron. De nederzetting ligt in het C-gebied van de Oslo-akkoorden op de Westelijke Jordaanoever van Palestina, binnen de Groene lijn, de wapenstilstandsgrens van 1949 met Jordanië,
De Verenigde Naties bestempelen Israëlische nederzettingen in bezet gebied als illegaal en in strijd met internationaal recht.; Israël bestrijdt dit.

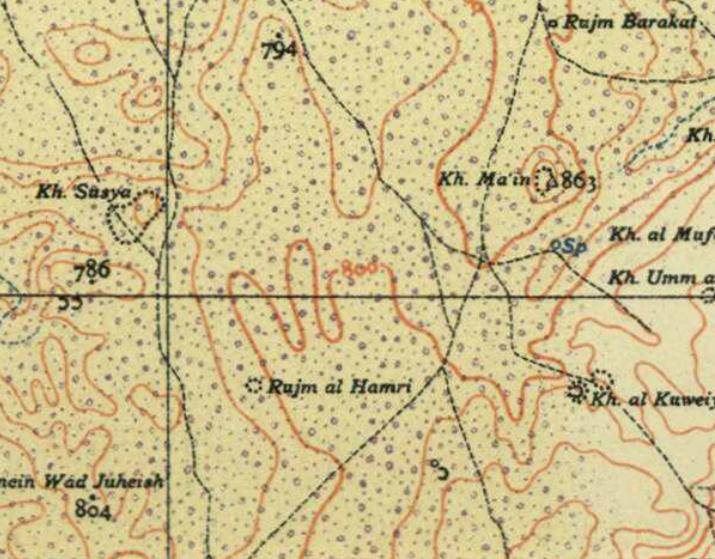
Kaart van de ruïne van Khirbet Susya en Rujum al-Hamri uit 1936

In 1986 werd Khirbet Susiya door Israël als archeologisch terrein aangemerkt en bleken er ruïnes van een synagoge en een moskee uit de vijfde tot achtste eeuw te liggen. Met de herder-bewoners van Khirbet Susiya, ontstonden spanningen over de eigendomsrechten. Authentieke en rechtsgeldige documenten uit 1881 toonden aan dat het gebied van Khirbet Susiya Palestijns eigendom is. De archeologische site werd evenwel voor de bewoners afgesloten en hun huizen illegaal verklaard en verwoest. De bewoners werden gedwongen naar hun naastgelegen grondgebied, Rujum al-Hamri, te gaan wat dichter bij de Israëlische nederzetting gelegen is. Daardoor kregen ze in heviger mate met gewelddadigheden van de Israëlische kolonisten te maken. In 2001 werd een ongewapende Joodse herder uit Susiya, Yair Har Sinai, door twee locale Palestijnse bewoners vermoord.
 

Zowel Washington DC als het Europees Parlement hebben de afbraak van het Palestijnse Susiya bekritiseerd. In juni 2015 brachtten diplomaten van alle 28 Europese lidstaten een bezoek aan Khirbet Susiya uit protest tegen de verwoestingen. Diverse Europese landen hebben daarna zonnepanelen, een school, waterpompen, spelmateriaal en een scheepscontainer als kantoor aan Susiya geschonken.